# Margot Chevrier
Margot Chevrier (* 21. Dezember 1999 in Nizza) ist eine französische Leichtathletin, die sich auf den Stabhochsprung spezialisiert hat.

## Sportliche Laufbahn
Erste Erfahrungen bei internationalen Wettkämpfen sammelte Margot Chevrier im Jahr 2021, als sie bei den U23-Europameisterschaften in Tallinn mit übersprungenen 4,35 m den vierten Platz. Im Jahr darauf gelangte sie bei den Hallenweltmeisterschaften in Belgrad mit 4,45 m auf Rang zehn und im Juli erreichte sie bei den Freiluftmeisterschaften in Eugene das Finale, brachte dort aber keinen gültigen Versuch zustande. Anschließend wurde sie bei den Europameisterschaften in München mit 4,40 m Zehnte. 2023 gelangte sie bei den Halleneuropameisterschaften in Istanbul mit 4,60 m auf Rang fünf. Im Juni wurde sie beim Meeting de Paris mit 4,71 m Zweite, ehe sie bei der 1. Liga der Team-Europameisterschaft im Zuge der Europaspiele in Chorzów mit 4,40 m Fünfte. Im August schied sie dann bei den Weltmeisterschaften in Budapest mit 4,50 m in der Qualifikationsrunde aus. Im Jahr darauf belegte sie bei den Hallenweltmeisterschaften in Glasgow mit 4,55 m den geteilten achten Platz.
In den Jahren von 2021 bis 2023 wurde Chevrier französische Meisterin im Stabhochsprung im Freien sowie 2022 und 2023 in der Halle.